# Chu Trị
Chu Trị (chữ Hán: 朱治; 156-224) là quan nhà Đông Ngô thời Tam Quốc trong lịch sử Trung Quốc.

## Giúp Tôn Kiên
Chu Trị có tên tự là Quân Lý (君理), người quận Đan Dương huyện Cố Chướng.
Chu Trị khởi đầu sự nghiệp ở chức Huyện lại, sau trúng cử Hiếu liêm, quan châu mời đến làm Tòng sự, theo Tôn Kiên chinh chiến.
Năm 188, Chu Trị được phong làm Tư mã, theo Tôn Kiên đi đánh dẹp các lực lượng nổi dậy ở ba quận Trường Sa, Linh Lăng, Quế Dương do Chu Triều, Tô Mã cầm đầu. Vì có công, ông được Tôn Kiên dâng biểu xin cho làm Hành đô úy.
Năm 190, Tôn Kiên hưởng ứng Viên Thiệu đi đánh Đổng Trác, Chu Trị theo đi phá Đổng Trác ở Dương Nhân, tiến vào Lạc Dương. Tôn Kiên lại dâng biểu xin cho ông làm Hành đốc quân hiệu úy, riêng nắm quân bộ kỵ. Sau đó ông sang phía đông giúp Từ châu mục Đào Khiêm đánh dẹp quân khởi nghĩa Khăn Vàng.

## Giúp Tôn Sách
Năm 191, Tôn Kiên tử trận ở Tương Dương, Chu Trị theo giúp con Kiên là Tôn Sách, cùng tới nương nhờ Viên Thuật. Sau đó Chu Trị biết Viên Thuật không thể lập nghiệp lớn, bèn khuyên Tôn Sách quay về bình định Giang Đông.
Thái phó Mã Nhật Đê được triều đình Tràng An của Lý Thôi nắm giữ cử đến Thọ Xuân, cho mời Chu Trị đến làm Huyện lại, rồi thăng làm Đô uý Ngô Quận.
Lúc đó thứ sử Dương châu mới là Lưu Do đang tranh giành châu này với Viên Thuật, mà Tôn Sách làm tiên phong cho Viên Thuật đi đánh Lưu Do. Gia quyến Tôn Sách đều ở Khúc A trong địa bàn của Lưu Do. Chu Trị liền sai người đến Khúc A nghênh đón mẹ Sách là Ngô phu nhân và các em Sách về giúp đỡ che chở, đối xử rất chu đáo lễ phép.
Sau đó ông từ Tiền Đường định đi đến huyện Ngô, Thái thú Ngô Quận là Hứa Cống dàn quân giữ ở Do Quyền. Chu Trị cùng giao chiến, đại phá Hứa Cống. Cống xuôi nam tới chỗ sơn tặc là Nghiêm Bạch Hổ. Chu Trị liền vào trong quận, tự giữ công việc của Thái thú. Không lâu sau Tôn Sách chiếm được 5 quận Dương châu vùng Giang Đông để lập nghiệp riêng.

## Giúp Tôn Quyền
Năm 200, Tôn Sách qua đời, em là Tôn Quyền lên thay. Từ năm 196 khi Tôn Quyền 15 tuổi, Chu Trị đề cử Quyền làm Hiếu liêm. Ông cùng Trương Chiêu cùng phò tá Tôn Quyền kế nghiệp anh.
Năm 202, Tôn Quyền dâng biểu xin cho ông làm Thái thú Ngô Quận, giữ chức Hành phụ nghĩa tướng quân, lấy các đất Cát Lâu, Do Quyền, Vô Tích, Bì Lăng làm ấp riêng, đặt ra chức Trưởng lại.
Chu Trị đi đánh dẹp các tộc Di Việt, giúp cho vùng Đông Nam yên ổn, bắt hết dư đảng của quân Khăn Vàng là Trần Bại, Vạn Bỉnh.
Anh họ của Tôn Quyền là Tôn Bí làm Thái thú Dự Chương kết thông gia của Tào Tháo. Năm 208, Tào Tháo chiếm Kinh Châu, Tôn Bí sợ hãi, muốn phái con đến làm con tin chỗ Tào Tháo. Chu Trị nghe tin ấy, bèn xin tới gặp Tôn Bí khuyên can. Tôn Bí mới cho dừng chuyện ấy lại.
Năm 222, Tôn Quyền làm Ngô vương, Chu Trị được phong tước Bì Lăng hầu, cai quản quận như cũ. Năm 223, ông được phong làm An Quốc tướng quân, có kim ấn và dây thao tía, dời đất phong về quê hương ở Cố Chướng.
Chu Trị được Tôn Quyền trọng vọng khác thường. Mỗi khi ông vào yết kiến, Tôn Quyền thường thân ra đón tiếp, tay cầm hốt giao bái, thết yến tặng đồ, ân sủng kính trọng đặc biệt, đến cả những quan lại đi theo Trị, đều được tặng lễ vật riêng.
Vì quận Đan Dương là vùng đất ở xa, luôn có lực lượng chống đối, Chu Trị cũng vì tuổi cao, lưu luyến đất phong, tự dâng biểu lên xin về đóng quân ở Cố Chướng, trấn thủ vỗ về người ở Sơn Việt. Các vị phụ lão ở đó đều thân thuộc với ông. Chu Trị ở Cố Chướng hơn một năm, lại quay về Ngô Quận.
Năm 224, Chu Trị qua đời, thọ 69 tuổi.
Trong các con của Chu Trị, có hai người là Chu Tài và Chu Kỷ làm quan cho nhà Đông Ngô.